# Marileidy Paulino
Marileidy Paulino (født 25. oktober 1996) er en dominikansk atlet.
Hun repræsenterede Den Dominikanske Republik ved Sommer-OL 2020 i Tokyo, hvor hun tog sølv i 400 meter og 400 meter medley stafet.
Ved verdensmesterskaberne i atletik 2022 i Eugene løb hun på det Dominikanske Republiks hold, der tog guld i 4 × 400 meter medleystafet .